# 岡真臣
岡 真臣（おか まさみ、1964年1月 - ）は、日本の防衛官僚。
2022年9月7日、防衛審議官として韓国国防部の申範澈次官とソウルで会談し、6年ぶりとなる日韓防衛次官級協議を行った。

## 人物
岡山県出身。父は、防衛大学校出身の陸上自衛官。岡山白陵高等学校を経て、東京大学法学部卒業。タフツ大学法律外交大学院（フレッチャースクール）卒業（修士）。
在アメリカ合衆国日本国大使館一等書記官も務めた防衛省の国際派。
2024年には、日英伊3か国の次期戦闘機の共同開発事業を管理する国際機関「GIGO」の初代トップの首席行政官に就任した。

## 略歴
昭和61年04月　防衛庁採用 
平成03年04月　防衛庁長官官房総務課部員
平成04年06月　防衛庁防衛局調査第2課戦略環境評価班部員 
平成05年04月　防衛庁防衛局防衛政策課政策第2班部員 
平成07年07月　防衛庁防衛局計画課計画第1班部員 
平成07年08月　防衛庁防衛局計画課計画第1班長 
平成09年05月　外務省在アメリカ合衆国日本国大使館一等書記官 
平成12年07月　防衛庁長官官房総務課部員 
平成13年01月　防衛庁長官官房文書課部員 
平成13年07月　防衛庁長官官房秘書課部員 
平成14年08月　防衛施設庁仙台防衛施設局施設部長 
平成16年07月　防衛庁防衛局調査課情報室長 
平成17年08月　防衛庁長官官房企画官 
平成18年09月　防衛庁長官官房参事官（米軍再編担当） 
平成19年01月　防衛省大臣官房参事官（米軍再編担当） 
平成19年09月　防衛省運用企画局国際協力課長 
平成21年08月　防衛省大臣官房企画評価課長 
平成22年09月　防衛省防衛政策局日米防衛協力課長 
平成23年08月　防衛省経理装備局装備政策課長 
平成24年09月　防衛省大臣官房米軍再編調整官 
平成25年07月　防衛省地方協力局次長 
平成26年07月　防衛省大臣官房付 
平成26年08月　警察庁長官官房付 
平成26年08月　（命）岐阜県警察本部長
平成28年08月　防衛省防衛政策局次長
平成30年08月　人事教育局長
令和02年08月　防衛政策局長
令和03年07月　地方協力局長
令和04年07月　防衛審議官
令和05年07月　防衛省顧問
令和06年12月　政府間機関GIGO（GCAP International Government Organisation）首席行政官